# Арапски језик
Арапски језик (арап. العَرَبِيةтр.  или  – тр. ) припада семитској групи језика заједно са арамејским, хебрејским и феничанским језиком. Арапским језиком се говори од 6. века нове ере, када се успостављањем ислама на територији Арабијског полуострва, спровела његова стандардизација. Књижевни језик се зове савременим стандардни арапски или књижевни арапски језик. Данас је то једини званични облик, који се користи у писању званичних докумената и у формалним приликама попут наставних предавања или емисија вести и он је једини писани облик арапског језика који се није мењао од 7. века нове ере, од када је њиме записана света књига ислама, Куран. Стандардни арапски језик је конзервативнији и очуванији облик од осталих варијетета који се користе у говорној комуникацији, те је језичка раслојеност - диглосија изузетно распрострањена у арапском говорном подручју.
Неки од ових говорних варијетета су међусобно неразумљиви, а сви дијалекти заједно представљају скуп социолингвистичких варијетета, што значи да се лингвистички они могу сматрати засебним језицима, али се обично групишу заједно као јединствени језик из верских и политичких разлога. Ако би се посматрали као засебни језици, било би тешко утврдити о колико је језика реч, зато што се језичке и дијалекатске границе не могу јасно повући. Ако би се посматрао као јединствени арапски језик, њиме данас говори око 442 милиона становника (којима је он матерњи језик), а ако би се посматрали дијалекти, египатски варијетет арапског језика броји око 90 милиона говорника, што је већи број говорника од било ког другог семитског језика.
Арапски језик је 11. најкоришћенији језик у САД.
Савремени писани језик потиче од језика Курана, познатији још као класични арапски или курански арапски језик. Широко је коришћен у школама, на универзитетима, користи се на радним местима, у владама и медијима - овај варијетет се користи као званични језик у 26 земаља и литургијски је језик ислама. Сва граматичка правила су изведена управо из свете књиге ислама, међутим, одређене граматичке конструкције су изашле из свакодневне говорне употребе и замењене су новим, модернијим, које се полако уводе у писани језик.
Арапски језик је утицао и на друге језике који су прихватили ислам, попут персијског, турског, бенгали, сомали, свахили, бошњачки, казахстански, бенгалски, хинди, урду, малајски и хауса. Током средњег века, књижевни арапски језик је био главни носилац културе у Европи, а посебно у области науке, математике и филозофије. Као резултат тога, многи европски језици у себи садрже велики број позајмљеница из арапског језика. Његов утицај, у домену граматике и лексикологије је видљив у многим романским језицима, посебно у шпанском, португалском, сицилијанском и каталонском језику, захваљујући близини арапске и хришћанске цивилизације и њихових међусобних доддира, као и 900. година арапске културе на Иберијском полуострву, које је у арапском језику названо Ал-Андалуз.
У арапском језику постоје и речи других језика, попут хебрејског, грчког, персијског, као и сиријачког језика у раном периоду, у средњем веку, осетан је утицај турског језика, и краткотрајни утицај европских језика, француског и енглеског у модерном периоду.

## Класични (стандардни, модерни) и дијалекатски (колоквијални) арапски језик
Под појмом арапски језик подразумевамо класични, стандардни или модерни арапски језик као и све његове дијалекте и варијетете. Класични арапски језик је језик Курана који се користио од периода настанка ислама, па све до абасидског калифата као језик последњег исламског царства. Теоријски се класични арапски језик сматра нормативним, на основу граматичких и синтаксичких норми које су преписане од стране класичних граматичара, попут Сибавије (Sibawayah), и речника дефинисаног у класичним речницима. У пракси, савремени аутори ретко пишу строго класичним арапским језиком, већ пишу средњим варијететом који се одликује нормама стандардног арапског језика али се у њему могу пронаћи и речи које се користе искључиво у дијалекту и усменој комуникацији. Књижевни или стандардни арапски језик (الفصحى - al fuṣḥá) је језик изведен из Курана и данас се користи у свим званичним ситуацијама: у школској/универзитетској настави, медијима, правним споровима, писању докумената итд.
Неке од разлика између стандардног и говорног језичког варијетета :
- Одређене граматичке конструкције стандардног арапског језика немају свој еквивалент у сваком говорном дијалекту, нпр. стање енергетика (облик који постоји у свим семитским језицима и користи се када говорник жели нешто посебно да нагласи нпр. yaktubanna يَكتُبَنَّ - он свакако пише) се не користи у говорној употреби.
- Ни један говорни варијетет не разликује падежни систем. Као резултат тога, падежи се убацују само у случајевима где су неопходни. Арапско писмо не разликује падежне наставке као у осталим језицима, они се бележе као вокали на крају речи који се врло често избацују у писању, тако да се њихов недостатак не примећује као у осталим језицима. Као резултат тога, изворни говорници врло често се не могу служити падежним наставцима неспремни, те захтевају одређену припрему.
- У стандардном варијетету, ред речи у реченици је ВСО(VSO), где се реченица започиње предикатом којег следи субјекат и на крају објекат вршења радње. У говорном облику, ред речи у реченици није устаљен.
- Систем бројева у арапском језику је изузетно комплексан и сложен и захтева придржавање одређених правила у слагању бројева и именица и поштовање правила антиполаритета. Говорни варијетет то не познаје, те се конструкције стварају на основу осећаја и без неког одређеног правила.

Стандардни арапски језик користи велики број речи из класичног језика, језика Курана (нпр. ذهب - dhahaba, ићи), које није у великој употреби у говорним варијететима. У случају да за једну реч постоји неколико синонима у стандардном језику, говорни варијетети увек користе оне облике који су ближи и лакши за свакодневну употребу. Са друге стране, стандардни арапски језик је позајмио велики број термина и израза који нису постојали у време настанка Свете књиге ислама. Неке речи су позајмљене из других језика, услед утицаја других култура. Речи које су позајмљене у модерном периоду попут речи فيلم fīlm - филм или دموقراطية dimūqrāṭīyah - демократија, су директно убачене у арапски језик, али су правописно прилагођене потребама арапског писма. Међутим, данашње тежње су да се избегну директне позајмице из других језика, и да се позајми само логика стварања речи попут: farʻ што значи грана и користи се у ситуацијама када се мисли на огранак неке фирме или организације, и реч jināḥ - крило, од логике крило авиона, што опет представља крило неке зграде, авиона итд. Такође се и приступа стварању нових речи, за потребе модерног друштва, те је присутан и велики број кованица. Такође се настоји да се поново убаце у употребу речи које су испале из употребе услед утицаја европске културе попут речи هاتف, hātif - телефон, или невидљиви позивник у суфистилкој логици, и реч جريدة, jarīdah - новине.
Колоквијални или дијалекатски арапски језик се односи на бројне националне и регионалне варијетете који чине свакодневни говорни језик. Колоквијални арапски језик има многе дијалекатске варијанте, које су у неким случајевима толико различити да их неки лингвисти класификују као засебне језике. Скоро у свим случајевима, варијетети нису записани, они се користе искључиво у усменој комуникацији, попут комуникације у емисијама и ТВ серијама. Једини варијетет арапског језика који се издвојио као засебни језик је малтешки језик, који се говори на римокатоличкој Малти и писан је латиницом. Развио се од ранијег облика арапског језика и под утицајем сицилијанског језика који у себи садржи велики број арапских речи, као и утицаја европских језика, данас он није разумљив арапским изворним говорницима, али се разумеју поједине речи и облици, тако да га лингвисти класификују као засебни језик а не као варијетет арапског језика. На исти начин, алжирски дијалекат је као француска колонија био писан латиницом и назван дарија (darija).
И у време Пророка Мухамеда, постојали су различити облици говорног арапског језика. Говорио је дијалектом Меке (западни део Арабијског полуострва), који се касније издигао изнад осталих дијалекатских варијетета и постао „одабрани” језик којим је написан Куран. У то време, језик источног Арабијског полуострва се сматрао најпрестижнијим у то време, тако да је мекански дијалекат полако нагињао ка фонологији источног дела полуострва. Разлике између дијалеката су само последица комплексности у писању арапским писмом, а посебно писање гласа хамзе (hamzah), који је сачуван у источним дијалектима али је изгубљен у западним, као и писање алиф максуре/сломљеног алифа (ألف مكسورة) који представља звук који је очуван у западним дијалектима и припојен источним дијалектима.

## Језик и дијалекти
Социолингвистичка ситуација арапског света пружа прави пример језичког феномена диглосије, која омогућава паралелну употребу два или више варијетета једног језика у различитим социјалним круговима. У случају арапског језика, један образовани Арапин говори стандардни арапски језик и свој локални варијетет. Уколико у једном разговору учествују Арапи из различитих земаља, нпр. Арапин из Либана и Арапин из Марока, они се поред својих дијалеката користе и изразима из стандардног језика, изразима из неког другог дијалекта и то врло често може да се нађе све у једној реченици. Наравно, Арапи из различитих земаља могу своје знање других дијалеката да стекну кроз музику и филмове.
Питање да ли је арапски језик један са великим бројем говорних варијетета или ипак је то данас скуп различитих језика који деле исту основу, политички је обојен. Иста ситуација је присутна и код кинеског, урду, хинди, српског и хрватског, шкотског и енглеског језика итд. Један писани облик, велики број различитих говорних облика су само једна од разлика. Из политичких разлога, Арапи наглашавају своје јединство кроз припадност истом језику.
Са лингвистичке тачке гледишта, данашњи број арапских варијетета се поистовећује са великим бројем романских језика који су настали из латинског језика. Ове разлике су данас присутне у арапском свету најбоље на примеру Марока који као земља арапског магреба има неразумљив дијалекатски облик Арапима из Машрека (Леванта) чији се дијалекат развио у другом правцу, под утицајем других колонијалних сила и различитих језичких утицаја.

## Утицај арапског језика на друге језике
Утицај арапског језика је био највидљивији и најбитнији у исламским земљама. Највише је утицао на језике у домену вокабулара. Такође, многе речи у другим језицима вуку порекло из арапског језика попут: белучи, бенгали, берберски, босански, каталонски, енглески, француски, немачки, хауса, хиндуистански, италијански, индонежански, киргиски, курдски, казашки, кутчи, малајски, малајамски, малтешки, пашто, персијски, португалски, пенџаби, сараики, синдхи, сомалијски, шпански, свахили, тагалог, турски, урду, узбечки, волоф, као и сви други језици који су на неки начин дошли у додир са арапском језиком или са неким од језика који је био у контакту са њим.
Сам енглески језик, садржи у себи велики број арапских позајмљеница, неке које су директно, а неке преко других медитеранских језика доспеле у енглески језик. Неке од тих речи су: admiral, adobe, alchemy, alcohol, algebra, algorithm, alkaline, almanac, amber, arsenal, assassin, candy, carat, cipher, coffee, cotton, ghoul, hazard, jar, kismet, lemon, loofah, magazine, mattress, sherbet, sofa, sumac, tariff. Док други језици попут малтешког и кинубили речи вуку порекло директно из арапског језика али су одређеном језичком деривацијом се уклопиле у тај језик, уместо увођења великог броја позајмљеница и граматичких правила.
Такође, арапски језик је присутан у многим језицима кроз разне друштвене сфере нпр. религијска терминологија - берберске речи за молитву taẓallit 'молитва' < salat) (صلاة ṣalāh) је преузета и арапског језика и користи се у свакодневном говорном берберском језику, као и академски термин у ујгурском језику (مَنْطِقٌ mantiq 'логика'). Може се видети да је арапски језик доспео у друге језике као последица језичке деривације, тако је везник у једном од индијских језика (lekin“- ако) преузета из арапског језика и користи се свакодневно као део тог језика. Арапски језик је присутан у неким речима које се свакодневно јављају у шпанском језику (taza „шоља“), у португалском језику (até“, док), као и неки изрази као у каталонском језику (a betzef“ у изобиљу, количини). Многи берберски варијетети као и Свахили су позајмили из арапског језика систем бројева, док су све исламске земље директно преузеле сву верску терминологију из арапског језика, попут термина salat – молитва и imam – предводник молитве.
У језицима који нису у директном контакту са арапским светом, позајмљенице су доспеле путем контактних језика, као хиндустанском језику који је арапске позајмљенице преузео из персијског језика, иако персијски језик сам припада Индо-иранској породици језика, преузео је велики број арапских речи. Сам арапски језик садржи и велики број персијских речи, зато што је вековима раније, персијски језик уживао утицај који је касније арапски језик преузео.
Неке речи у енглеском језику су преузете из арапског језика деривацијом, преко италијанског и шпанског као контактног језика. Међу њима су и често коришћене речи попут "coffee" (qahwah), "cotton" (quṭn) and "magazine" (makhāzin), док речи које су препознатљивог арапског порекла у енглеском језику су: "algebra", "alcohol", "alchemy", "alkali", "zenith", и "nadir". Поједине речи попут "intention" и "information" су у ствари арапски калкови из филозофске терминологије.
Арапске речи су путем исламских освајања доспеле и у језике северне Африке. Варијанте арапских речи попут речи kitāb (књига) су се прошириле кроз језичке групе Сахарске Африке које нису биле на караванским путевима..
Арапски језик заузима у исламском свету исти положај који латински језик има у Европи, многи арапски појмови на пољу науке, филозофије и трговине исковане су од арапског корена од стране неарапских изворних говорника посебно од стране арамејских и персијских преводилаца и те речи данас имају своје место у језику. Овај процес коришћења арапских корена посебно у турском и персијском језику који се користи за превођење страних речи је био заступљен све до 18. и почетка 19. века када су простори насељени Арабљанима потпали под османску власт.

## Утицај других језика на арапски језик
Као што је арапски језик утицао на друге језике, тако су и други језици утицали на арапски. Највећи број позајмљеница је у преисламски арапски језик дошао из старијег семитског језика, арамејског, који је пре арапског био главни језик споразумевања на Средњем и Блиском истоку. Затим су позајмљенице дошле из етиопског, и мање из хебрејског (углавном религијски концепти). Многи културолошки, религијски и политички термини су у арапски језик дошли из иранско-персијског и класичног персијског, затим из старогрчког (kīmiyāʼ је реч која је дошла од старогрчке речи chymia, која је у том језику означавала топљење метала).
- raḥmān (ٌرَحْمَن , милостив) реч потиче из хебрејског и арамејског, где је имала слично значење;
- nabīy (ٌّنَبِي, пророк, посланик) стари неарапски термин који је дошао у арапски из арамејског и хебрејског још пре појаве ислама;
- madīna (ٌمَدِينَة, град, градски трг) реч арамејског или хебрејског порекла; Алфред-Луис де Премаре у свом делу Основе ислама објашњава да су Јевреји много пре Арапа населили „арабљанску пустињу“;
- ğizya (ٌجِزْيَة) порез који је калифат наметнуо припадницима других религија, порез који је био додатак земљарини (харач). Термин долази из сиријачког gzita, који је изворно из персијског gazit;
- ẖarāğ (ْخَرَاج) порез на земљу који је наметнут само немуслиманима. Долази из персијског ẖarazh, који је одређивао колики ће порез плаћати имућни људи, а некад су тај порез плаћале и државе; сатрапи су били задужени за прикупљање тог пореза;
- ğazīrah (ٌجَزِيرَة) као добро позната “al- ğazīra” значи „острво“ и преузета је из сиријачког gazīra/gzīrta;
- fārūq (ٌفَارُوق, спаситељ) је прилагођени облик арамејске речи poruk, која је у сиријачкој библији (Песхити) значила спаситељ, ослободитељ. Кад је прилагођен, термин чији је корен (f-r-q) значио сећи, сада је добио и своје пренесено значење, те је спаситељ (fārūq) био онај ко сече или раздваја истину од лажи;
- munāfiq (ٌمُنَافِق, лицемер) термин који је преузет из етиопског, где је означавао јеретичку секту;
- lāzaward (ٌلازَوًرْد) је преузето из персијског lāğvard, који је назив за плави камен. Ову реч су позајмили северноевропски језици да би означили (светлу) плаву боју.

## Арапски језик и Ислам
Класични арапски језик је језик Курана. Арапски језик је уско повезан са Кураном зато што је управо њиме написан, иако се арапским језиком служе и арапски хришћани, Мизрахи Јевреји и Мандејци. Већини муслимана у свету арапски језик није матерњи, али многи могу да читају Куран и да рецитују ајете. За неарапске муслимане, уз оригиналну верзију Свете књиге Ислама иде и његово тумачење на њиховом матерњем језику.
Неки муслимани верују у моногенезу језика где тврде да је арапски језик дат људима као дар од Бога за добробит човечанства и оригинални језик као прототип консонантског система комуникације који се базира на троконсонатском корену. Јудаизам има сличну филозофију језика која је повезана са митом Вавилонске куле.

## Историја арапског језика
Најстарији текстови који су до нас стигли су на Прото-семитском језику или на Старо-северно арапском и то су Хасаен натписи у источном делу Саудијске Арабије из 8. века пре нове ере који нису написани ни арапским ни набатејским писмом већ епиграфским јужноарапским муснадом (ар. خط المسند). Након тога следе натписи из 6. века пре нове ере, лихјанитски текстови (لحيان, eng. Lihyan), са југоистока Саудијске Арабије и тамудски текстови (ар.ثمود eng. Thamud) који су пронађени широм Саудијске Арабије и на Синају и нису директно повезани са Тамудом. Хронолошки после њих долазе на ред сафаитски натписи (eng.Safaitic dialect ар. صفائية) почевши од 1. века нове ере. У 4. веку нове ере појавила су се арапска царства Лахмида на југу Ирака и Гасанида у Сирији. Њихови дворови су били одговорни за неке репрезентативне примере предисламске арапске поезије и за неке од ретких преживелих натписа написаних предисламским арапским писмом.

## Развој семитских језика
Семитски језици су се знатно променили од Прото-семитског језика где су се развили у Централне-семитске језике, нарочито на пољу граматике. Иновације у Централно семитским језицима, а нарочито у Класичном арапском језику обухватају:
- Развој унутрашњег пасива

Фонолошка историја
Од 29 протосемитских консонаната само је један изгубљен, */ʃ/ које се спојило са /s/. Поједини гласови су променили свој звук и остали другачији. Оригинални */p/ је постао /f/ и глас */ɡ/ је палатализовано у /ɡʲ/ или /ɟ/ . и у време Курана, /d͡ʒ/, /ɡ/, /ʒ/, или /ɟ/. у савременом арапском језику. Нечујно алвеоларни фрикатив */ɬ/ је постао /ʃ/. Његов двосмислени парњак /ɬˠ~ɮˤ/ су Арапи сматрали да је најчуднији глас у арапском језику. (Подсетимо се да је арапски језик још познат и као لُغَةُ الضَّاض /lughat al-ḍād/).

## Дијалекти и њихови варијетети
Колоквијални арапски језик је заједнички термин за све говорне варијанте арапског језика које се користе широм Арабијског полуострва, који се у већим или мањим мерама разликују од стандардног варијетета. Највеће разлике се осећају између дијалеката унутар и изван Арабијског полуострва, као и између варијетета седелачког говора и бедуинског говора (који се додатно разликују једни од других). Сви варијетети изван ове територије (које укључују велики број говорника), имају велики број заједничких обележја које се не могу пронаћи у стандардном арапском језику. То је довело истраживаче да претпоставе постојање Коине дијалекта који је настао два века по ширењу Исламске државе изван Арабијског полуострва. Изван ове територије, највећи дијалекатски варијетети су северноафрички дијалекти, посебно марокански дијалекат. Марокански дијалекат је тешко разумљив арапским говорницима источније од Либије, док је египатски дијалекат познат свима преко популарне египатске музичке и филмске индустрије.
Један од фактора који утиче на разноврсност дијалеката су језици који су се претходно говорили на одређеној територији, који су допринели великим бројем речи у новонасталом језику, али такође утичу на изговор појединих речи.

### Примери дијалекатских разлика
| Варијанта                                                                     | Много волим да читам               | Када само отишао у библиотеку      | Нисам пронашао ову књигу                        | Желео сам да прочитам књигу о историји жена у Француској                                                                                    |
| ----------------------------------------------------------------------------- | ---------------------------------- | ---------------------------------- | ----------------------------------------------- | --- |
| Класични арапски језик (дијалекти су написани нестандаризованом ортографијом) | арап.                              | арап.                              | арап.                                           | арап. |
| Класични арапски (користи се у верске и културне сврхе)                       | ʔanaː ʔuħibbu l-qiraːʔata kaθiːran | ʕindamaː ðahabtu ʔilaː l-maktabati | lam ʔaɡʲid haːðaː l-kitaːba l-qadiːma           | [kuntu ʔuriːdu ʔan ʔaqraʔa kitaːban ʕan taːriːxi l-marʔati fiː faransaː] грешка: {{transl}}: непрепознати стандард транслитерације: (помоћ) |
| Модерни стандардни арапски                                                    | ʔana(ː) ʔuħibb al-qiraːʔa kaθiːran | ʕindama(ː) ðahabtu ʔilaː l-maktaba | lam ʔaɡʲid haːða(ː) l-kitaːb al-qadiːm          | ʔaradtu ʔan ʔaqraʔ kitaːb ʕan taːriːx al-marʔa fiː fara(ː)nsa(ː)                                                                            |
| Сиријски арапски                                                              | ʔana ktiːr bħibb el-ʔraːje         | ˈlamma ˈreħt ʕal-ˈmaktabe          | ma laʔeːt ˈilla ha-l-ikˈtaːb el-ʔˈdiːm          | kaːn ˈbeddi ˈʔeʔra ktaːb ʕan taːˈriːx l-ˈmara b-ˈfraːnsa                                                                                    |
| Египатски арапски                                                             | ana baħebb el-ʔeraːja ʔawi         | ˈlamma ˈroħt el-makˈtaba           | ma-lˈʔet-ʃ ˈella l-keˈtaːb el-ʔaˈdiːm da        | ˈana ˈkont-e ˈʕawz-ˈaʔra kˈtaːb ʕan taˈriːx el-setˈtaːt fe faˈransa                                                                         |
| Либански арапски                                                              | ktiːr bħibb il-ʔiˈreːje            | ˈlamma ˈreħit ʕal-ˈmaktabe         | ma lʔeːt ˈilla ha-l-ikˈteːb le-ʔˈdiːm           | keːn ˈbeddi ˈʔeʔra kteːb ʕan teːˈriːx l-ˈmara b-ˈfraːnsa                                                                                    |
| Марокански арапски                                                            | ana ʕziz ʕlija bzzaf nqra          | melli mʃit l-lmaktaba              | lqit ɣir had l-ktab l-qdim                      | kent baɣi nqra ktab ʕla tarix l-ʕjalat f-fransa                                                                                             |
| Ирачки арапски                                                                | ˈaːni aˈħibb el-qˈraːja ˈkulliʃ    | ˈlamman ˈreħit lel-maktaba         | ma liˈɡeːt ɣeːr haːða l-ketaːb al-qadiːm        | redet aqra ketaːb ʕan tariːx al-niswan eb-fransa                                                                                            |
| Алжирски арапски                                                              | eːne nħibb il-qreːje bezzaf        | waqtelli rouht l il-maktaba        | ma-lqiːt-ʃ keːn ha l-kteːb l-qdiːm              | kunt ħaːb naqra kteːb ʕala tariːx l-mra fi fraːnsa                                                                                          |
| Туснижански арапски                                                           | eːne nħibb il-qreːje barʃa         | waqtelli mʃiːt l il-maktba         | ma-lqiːt-ʃ keːn ha l-kteːb l-qdiːm              | kunt nħibb naqra kteːb ʕala tariːx l-mra fi fraːnsa                                                                                         |
| Кувајтски арапски                                                             | ʔaːna waːyed aħibb aɡraː           | lamman reħt al-maktaba             | ma liɡeːt illa hal ketaːb al-ɡadiːm             | kent abiː aɡra ketaːb an tariːx el-ħariːm eb fransa                                                                                         |
| Хиџаски арапски                                                               | ˈana aˈħubb al-ɡiraːja kaθiːr      | ˈlamma ruħt al-ˈmaktaba            | ma laɡeːt ɣeːr haːða l-kitaːb al-ɡadiːm         | kunt abɣa aɡra ktaːb ʕan tariːx al-ħariːm fi faransa                                                                                        |
| Либијски арапски                                                              | ana nħəb il-ɡraːja wajəd           | lamma mʃeːt lil-maktba             | malɡeːtiʃ ʔilla ha li-ktaːb lə-ɡdiːm            | kunt nibi naɡra ktaːb ʔleː tariːx ə-nsawiːn fi fraːnsa                                                                                      |
| Палестински арапски                                                           | ʔana ktiːr bħibb el-ʔraːje         | ˈlamma ˈruħ(e)t ʕal-ˈmaktabe       | ma laˈʔeːt(e)ʃ ˈilla ha-l-(e)kˈtaːb l-(e)ʔˈdiːm | kaːn ˈbiddi ˈʔaʔra ktaːb ʕan taˈriːx (e)l-ˈmara fi fˈraːnsa                                                                                 |